# Montbron
Montbron är en kommun i departementet Charente i regionen Nouvelle-Aquitaine i västra Frankrike. Kommunen ligger  i kantonen Montbron som ligger i arrondissementet Angoulême. År 2022 hade Montbron 1 995 invånare.

## Befolkningsutveckling
Antalet invånare i kommunen Montbron
Referens:INSEE